# Marta Dahlig
Marta Dahlig-Orłowska (ur. 23 grudnia 1985 w Warszawie) – polska artystka grafik.
Ukończyła studia na Wydziale Zarządzania Uniwersytetu Warszawskiego. Jest samoukiem, nie uczęszczała do szkół plastycznych, ani na kursy rysunku. Swoje obrazy tworzy przy pomocy programów komputerowych Painter i Photoshop, współpracuje z Instytutem Sztuki Polskiej Akademii Nauk jako ekspert w zakresie grafik niestandardowych. Jest konsultantką i autorką poradników i felietonów dotyczących grafiki komputerowej, które są publikowane przez czasopisma branżowe. Swoje artykuły podpisuje pseudonimem „BlacKeri”, jest również lektorem w zakresie badań marketingowych na Uniwersytecie Warszawskim.
Grafiki Marty Dahlig najczęściej przestawiają abstrakcyjne postacie kobiece, wiele z nich tworzy cykle.